# Golak (sikhisme)
Pour les articles homonymes, voir Golak.
Le Golak ou Guru ki Golak est le mot qui désigne l'urne qui collecte les offrandes pécuniaires dans les gurdwaras, les temples sikhs. Elle est généralement posée devant l'autel où est placé le Guru Granth Sahib, juste devant le palki, l'autel du Livre saint. Le mot golak vient du sanskrit golak et du perse gholak; en punjabi il signifie: boite à monnaie. Les croyants y déposent des pièces, des billets avant de s'agenouiller et s'incliner devant le Guru éternel, les Écritures Saintes. Le golak sert au croyant à suivre la règle qu'est le dasvand: le don au temple d'un dixième de ses revenus.

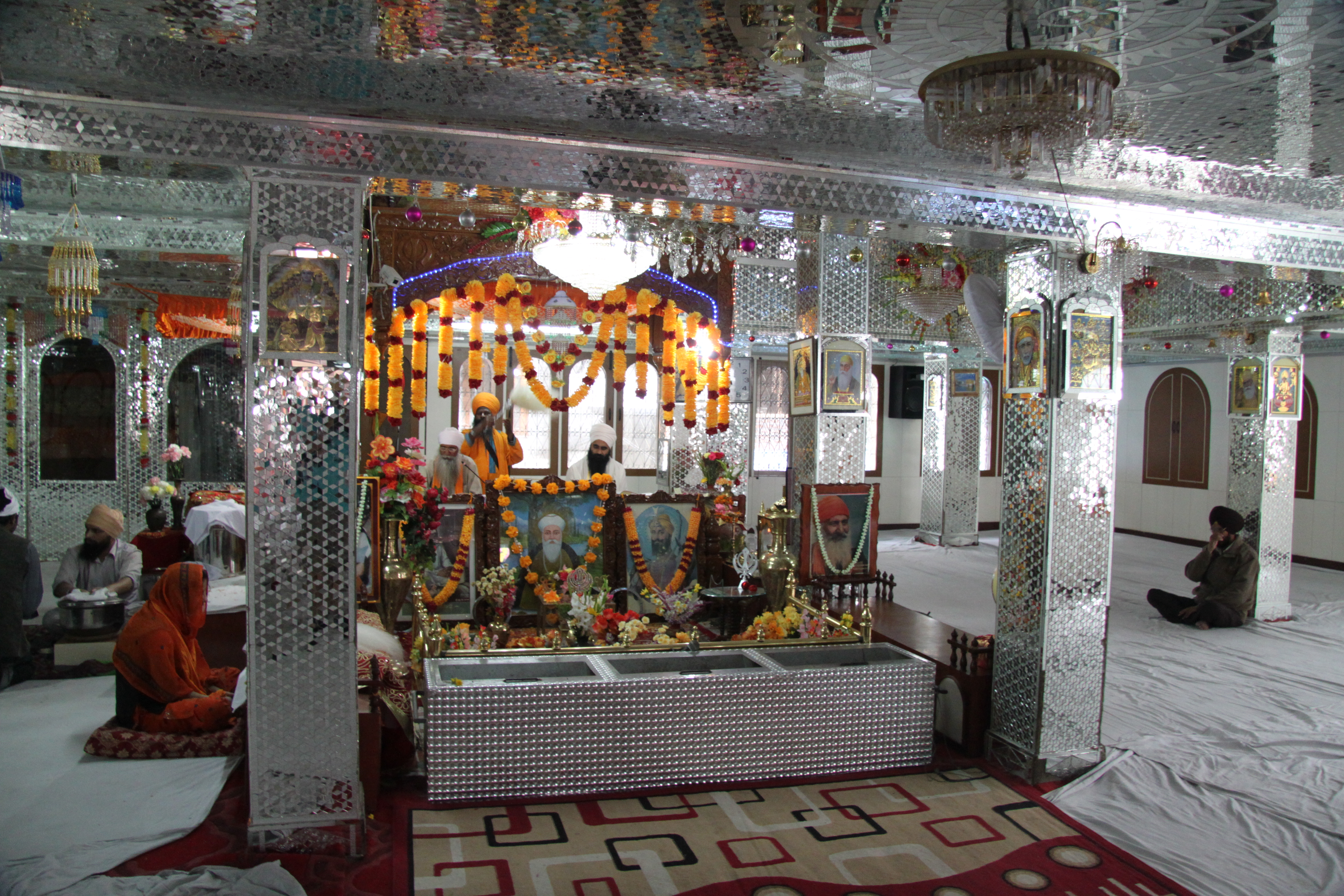
Le golak est la boite grise devant le palki.

## Source
- Golak dans l'encyclopédie sikh en anglais .